# Гейзерих
Гейзерих (Гензерих; около 389 — 24 или 25 января 477) — король вандалов в 428—477 годах, создатель государства вандалов и аланов в северной Африке. В его правление вандалами и аланами был разграблен Рим в 455 году.

## Биография

### Происхождение
Гейзерих был вторым сыном короля вандалов Годагисла от наложницы, единокровным братом и преемником Гундериха.
Иордан в своём труде «О происхождении и деяниях гетов» писал о нём: «Гизерих был невысокого роста и хромой из-за падения с лошади, скрытный, немногоречивый, презиравший роскошь, бурный в гневе, жадный до богатства, крайне дальновидный, когда надо было возмутить племена, готовый сеять семена раздора и возбуждать ненависть».
По словам Прокопия, Гейзерих «…прекрасно знал военное дело и был необыкновенным человеком».

### Вторжение в Африку
К моменту вступления на престол Гейзериха в Северной Африке сложилась трудная для римского правительства ситуация, восстание военачальника Бонифация, вторжение берберских племён и другие затруднения. Этим воспользовались аланы и вандалы. Гейзерих с 80-тысячной армией в мае 429 года переправился через Гибралтар и, не встретив серьёзного сопротивления, прошёл меньше чем за год расстояние от Тингиса до Карфагена, то есть около двух тысяч километров. Вандалы захватили крупные и мелкие города, лишь Цирта и Карфаген успешно отразили их атаки. Римский полководец Бонифаций отошёл со своим войском в город Гиппон-Регий, где он в течение четырнадцати месяцев, до июля 431 года выдерживал осаду. Затем он ушёл, предоставив город аланам и вандалам. Гиппон-Регий стал первой северо-африканской резиденцией Гейзериха.

### Война с Византией за Африку
Около 432 года на территории, за которую шла борьба в Северной Африке, вступила восточно-римская армия под командованием Флавия Аспара, военачальника аланского происхождения. Обе стороны опустошали богатые провинции, но, по-видимому, избегали решающего сражения. За период до 435 года вандалы и аланы завоевали значительную часть римской Северной Африки. Мир был заключён в феврале 435 года в Гиппон-Регии. Империя после переговоров предоставила вандалам и аланам статус федератов. Поскольку текст договора до нас не дошёл, можно лишь предположить, что Гейзерих, в свою очередь, обязался поставлять остро необходимые Италии оливковое масло и зерно, а также защищать границы от берберов.

### Битва за господство в Средиземном море
Однако мир был непродолжительным. 19 октября 439 года Гейзерих, нанеся неожиданный удар, взял Карфаген и захватил оставшиеся у римлян области Проконсульской Африки и Бизацены. Овладев карфагенским флотом для перевозки зерна, он превратил его в военный флот. Таким образом, он стал господствовать над западным и центральным Средиземноморьем. В 440—441 годы вандальский флот грабил побережье Сицилии и Южной Италии. Контингент западно-римских войск и восточно-римский флот, призванный Валентинианом III на помощь, достигли, правда, немногого, но всё-таки воспрепятствовали немедленному захвату Сицилии. Однако когда в 442 году восточно-римский флот ушёл, Гейзерих занял всю Сицилию и принудил западно-римское правительство заключить с ним новый договор. Вандалы и аланы освободились от статуса федератов и признавались практически независимыми. Договор подтверждал также расширение границ государства Гейзериха, сюда же относилась и часть Триполитании. Империя сохранила обе западные провинции Мавретании, Нумидийскую область вокруг Цирта и Восточную Триполитанию. Сицилия некоторое время также принадлежала Западной Римской империи.

### Укрепление власти короля
В 442 году родоплеменная аристократия вандалов подняла восстание против растущей личной власти Гейзериха, которое было подавлено, и в дальнейшем родоплеменная аристократия перестает играть какую-либо роль в политической жизни государства. Вместе с тем, повышается политическое значение зависимой от короля служилой знати. Не созывалось больше и народное собрание. Военные отряды вандалов, среди которых главную роль играла конница, были размещены вдоль южной границы и в портах. Военную службу несли, кроме берберов во вспомогательных отрядах, только вандалы и аланы.

### Захват Рима и расширение границ Вандальского государства
Когда в марте 455 года был убит император Валентиниан III, Гейзерих воспользовался этим, чтобы расторгнуть мирный договор с империей 442 года. Дополнительным поводом послужило то, что новый император Петроний Максим выдал дочь Валентиниана Евдокию, которая в 446 году была обручена с сыном Гейзериха Хунерихом, за своего сына. Гейзерих сам возглавил свой флот и в последние дни мая 455 года высадился в устье Тибра. В Риме началась паника, в ходе которой был убит Петроний Максим.
После 14-дневного разграбления города Гейзерих со своим войском ушёл из Рима, уведя с собой вдову Валентиниана III Евдоксию и его дочерей Евдокию и Галлу Плацидию. Он также привёз на своих кораблях тысячи пленных горожан. Евдокия была сразу же выдана за Хунериха; лишь в 472 году ей удалось бежать в Иерусалим.
В результате этих событий Гейзерих укрепил своё господство в Западном Средиземноморье и захватил Сардинию, Корсику, Сицилию и Балеарские острова. Вскоре после 455 года вандалам вынуждены были подчиниться и те провинции Северной Африки, которые до этого момента ещё принадлежали Западной Римской империи. Влияние Вандальского государства на западе не выходило за пределы Нумидии. В мавретанских провинциях утверждались берберские племена. Господство вандалов распространялось только на города побережья к западу примерно до Сеуты.

### Попытки Рима и Константинополя вернуть утраченные территории
Западно-римский император Авит предполагал начать крупные военные действия против Вандальского государства. Однако незначительные успехи римлян в Сицилии и в морском сражении у Корсики не изменили положения дел, и господство вандалов на море осталось прежним. При императоре Майориане вновь начались ещё более серьёзные приготовления к войне с вандалами. Римский флот должен был напасть на них с Сицилии, а армия из Испании. Совершив смелый набег на гавань Картахены, где был сконцентрирован римский флот, вандалы захватили часть кораблей. Тем самым рухнул план, на который императорский двор в Равенне и западно-римская аристократия возлагали такие надежды. Теперь вандальский флот год за годом опустошал италийское побережье, захватывая торговые корабли и нагоняя ужас на жителей Западно-Римского государства.
При императоре Прокопии Антемии были вновь предприняты серьёзные усилия, направленные на уничтожение Вандальского государства. Благодаря союзу с Византией против вандалов был выставлен сильный флот и большое войско — к этому времени вандальский флот стал грабить и побережье Восточного Средиземноморья. Под начальством комита Марцеллина, которому были подчинены Западно-римские воинские части, удалось провести успешные операции в Сардинии и Сицилии. В 468 году византийские армии под командованием Гераклия и Марса высадились в Триполитании и двинулись на Карфаген. Византийский флот во главе с Василиском в ряде сражений разбил вандальский флот и стал у мыса Меркурия (мыс Бон). Тем самым, византийская армия находилась уже в 60 км от Карфагена. Василиск медлил с решающим сражением. Марцелин с западно-римским флотом находился уже у берегов Сицилии, а византийская армия лишь медленно продвигалась из Триполитании к Карфагену. Гейзерих стремился выиграть время, чтобы привести свой флот в боевую готовность; он обманул Василиска, выражая готовность начать переговоры, и достиг пятидневного перемирия. Однако после завершения переговоров Гейзерих неожиданно напал на византийский флот. Нападением брандеров была уничтожена большая часть византийских кораблей. Оставшиеся отошли к берегам Сицилии. Именно в это время был убит Марцеллин. Предполагают, что это было инспирировано его соперником Рицимером, высшим военачальником Западной империи. Не исключено, что некоторую роль в этом сыграл и Гейзерих. Флот и армия были отозваны в Византию. Столь широко задуманное предприятие рухнуло. Гейзерих вновь подчинил Сардинию и Сицилию, а его флот появился в Восточном Средиземноморье.
В том же году Гейзерих достиг и дипломатического успеха, когда после смерти Антемия императором Западной Римской империи стал угодный ему и поддерживаемый им кандидат — Олибрий (472 год). Олибрий был мужем дочери Валентиниана III Плацидии и, тем самым, зятем наследника вандальского престола Хунериха. Правда, уже в ноябре этого года Олибрий умер, однако эта попытка Гейзериха влиять на политику Западной империи, используя родственные связи, свидетельствуют об изменившемся соотношении политических сил.
Последующие незначительные императоры Западной Римской империи уже не представляли опасности для Вандальского королевства. Дипломатия вандалов сохраняла свой активный характер, в 475 году они даже заключили союз с Римом, надеясь в будущем, в случае необходимости, использовать его в борьбе с Византией. А в 474 году Византия была вынуждена заключить мир с Гейзерихом. В мирном договоре Византия должна была гарантировать неприкосновенность Вандальского государства и признать его полную независимость.
Когда в 476 году пала Западная Римская империя и новым властителем Италии стал Одоакр, Гейзерих сумел завоевать и его расположение, уступив ему за ежегодную дань всю Сицилию, кроме Лилибея. Тем самым, Гейзерих упрочил своё политическое влияние и на государство Одоакра.
Гейзерих был одним из значительных деятелей, наряду с Эйрихом и Одоакром сыгравшим важную роль в падении Западной Римской империи. Гейзерих правил 49 лет и умер 24 января 477 года.

## Гейзерих в культуре
- Король вандалов Гейзерих — главный герой рассказа «Delenda est» американского писателя Роберта Говарда. По просьбе императрицы Рима Гейзерих со своим флотом отправляется в Италию, но в пути от явившегося к нему призрака Ганнибала узнаёт о ловушке римлян и решает разграбить Рим[2].
- Осада Гиппона вандалами под руководством Гейзериха показана в итало-немецком фильме «Святой Августин» (2010).
- Русским художником Карлом Брюлловым в 1836 году написан маслом эскиз картины «Нашествие Гензериха на Рим» (художник назвал Гейзериха Гензерихом). Эскиз находится в экспозиции Государственной Третьяковской галереи (Москва).

- Является прообразом Рыцаря-Черепа из манги Берсерк, где его настоящее имя также Гейзерих[3]. В событиях мира Берсерк Гейзерих основал королевство Мидланд, собрав его из враждующих между собой племен.[4] Соратник Гатса.